# Ansökningar om olympiska vinterspelen 2022
Sex städer ansökte om olympiska vinterspelen 2022. Ansökningarna skulle vara IOK till handa senast den 14 november 2013. Efter flera avbrutna ansökningar valde IOK ut Oslo, Almaty och Peking till officiella kandidater till värdskapet i juni 2014, men även Oslo drog sig ur under hösten samma år. Den 31 juli 2015 valde IOK Peking till arrangör på sin 127:e kongress i Kuala Lumpur, Malaysia med röstsiffrorna 44 mot Almatys 40.
Almaty var den första staden att tillkännage sin ansökan då den blev offentlig den 15 augusti 2013. I januari 2014 avbröt Sveriges olympiska kommitté sin ansökan med Stockholm och i maj meddelade Krakóws borgmästare att staden drog tillbaka sin ansökan på grund av brist på folkligt stöd. I juni drogs även Lviv ansökan tillbaka på grund av oroligheterna i landet. Därefter återstod bara tre städer som kandidater om värdskapet. Den 7 juli 2014 valde IOK ut officiella kandidater av de kvarvarande städerna. Almaty, Oslo och Peking valdes alla ut av IOK. Oslo drog senare under året tillbaka sin ansökan på grund av brist på finansiering. Schweiz planerade en ansökan med Davos och St Moritz men denna avbröts efter ett nej i en folkomröstning och även Tyska Münchens planer på en ansökan avbröts efter negativt utfall i folkomröstning. För första gången sedan sommarspelen 1988 var det bara två städer som gjorde upp om värdskapet i den slutgiltiga omröstningen.

## Datum
Den 3 oktober 2012 meddelade IOK i ett brev till de nationella olympiska kommittéerna tidsplanen för ansökningsprocessen till OS 2022.
- 2012
  - 3 oktober - Första informationen till de nationella kommittéerna.

- 2013
  - 6 juni – IOK öppnar officiellt för ansökningar och publicerar vägledning för ansökningar.[13]
  - 14 november – Sista datumet för ansökningar.
  - 4–6 december – Seminarium för ansökningsstäder på IOK:s högkvarter i Lausanne, Schweiz.
- 2014
  - 14 mars – Ansökningspapprerna ska vara inlämnade.
  - Juli – Val av officiella kandidater.

- 2015
  - Januari – Inlämning av kandidaturdokument och garantier till IOK.
  - Februari – mars – Utvärderingskommittén besöker städerna.
  - Maj–juni – Utvärderingskommitén presenterar sin rapport.
  - Maj–juni – Rådgivning till kandidatstäderna
  - 31 juli – Val av arrangörsstad på IOK:s 127:e kongress i Kuala Lumpur, Malaysia.

## Resultat
På IOK:s 127:e kongress i Kuala Lumpur den 31 augusti 2015 valdes Peking till värd för olympiska vinterspelen 2022. Då bara två städer gjorde upp om arrangörskapet krävdes bara en röstningsomgång.
| Stad   | Nation    | Omgång 1 |
| Peking | Kina      | 44       |
| Almaty | Kazakstan | 40       |

## Ansökningar

### Officiella ansökningar

#### Almaty,Kazakstan
Kazakstans största stad Almaty ansökte om olympiska vinterspelen 2014 men blev inte utvald av IOK som officiell kandidat och visade även intresse för att söka om spelen 2018, men gjorde sedermera inte det. Efter ett möte med IOK i januari 2011 meddelade kazakiska regeringspersoner att landet var intresserade av att ansöka om olympiska vinterspelen 2022. I mars samma år sa landets idrotts- och turistminister Temirkhan Dosmukhanbetov att Kazakstan avsåg att ansöka. Dosmukhanbetov sa att landet var ett av de asiatiska länderna med bäst förutsättningar för ett lyckat spel. Den 15 augusti beslutade Almatys stadsfullmäktige i ett möte med landet olympiska kommitté att lämna in en ansökan till IOK. I samband med tillkännagivandet av ansökan sa ordförandet i landets organ för sport och idrott, Erlan Kozhagapanov att landet till stor del var redo för ett spel då många arenor redan var byggda och andra redan var planerade. Enligt Dosmukhanbetov behövdes bara anläggning för skridskor och kälksport samt en OS-by byggas. Staden arrangerade asiatiska vinterspelen 2011 och ska arrangera vinteruniversiaden 2017.

#### Peking,Kina
Peking meddelades i december 2012 vara en del av en planerad ansökan tillsammans med Zhangjuakou. Zhangjiakou ligger 190 km nordväst om Peking. Senast Kina ansökte om ett vinterspel var 2010, då med Harbin som misslyckades med att bli en slutkandidat. Peking arrangerade olympiska sommarspelen 2008. Eftersom Pyeongchang tilldelades vinterspelen 2018 och Tokyo sommarspelen 2020 talade det geografiska läget mot en lyckad ansökan. Den 5 november 2013 meddelade statliga kinesiska medier att Kinas olympiska kommitté hade lämnat in en ansökan med Peking som den officiella arrangörstaden. I ansökan planerades Peking hålla i sporterna som utövas på is medan Zhangjiakou planerades hålla i sporterna som utövas på snö. År 2017 beräknas bygget av en höghastighetsjärnväg mellan städerna vara färdig vilken kommer att ge en restid på omkring 40 minuter.

### Avbrutna ansökningar

#### Kraków,Polen
I november 2012 offentliggjordes en plan för en gemensam ansökan mellan Polen och Slovakien med den polska staden Kraków som huvudort. I planen, som överlämnades till Polens kulturminister Joanna Mucha, planerades snösporterna att hållas i polska Zakopane samt slovakiska Jasná och övriga grenar i Kraków. Reglerna för ansökningarna säger att alla grenar ska hållas i samma land, om inte det av topografiska eller goeografiska anledningar inte är möjligt, vilket delvis är fallet här då skidbackarna i Polen inte uppfyller standarden. I augusti 2013 uttalade sig ländernas gemensamma kommitté för ansökan att länderna var redo för att ansöka om spelen. Polens olympiska kommittés ordförande Andrzej Krasnicki sa i samband med uttalandet att det var essentiellt att länderna tog varje steg mot ansökan tillsammans. I slutet av oktober meddelade slovakiska medier att landets regering godkänt planen för den gemensamma ansökan. De båda länderna tillkännagav sin ansökan officiellt den 7 november. En lokal folkomröstning hölls i Kraków den 25 maj 2014. Valdeltagandet var 36% och det krävdes ett deltagande över 30% för att omröstningens utfall skulle vara giltigt. 69% röstade emot ett olympiskt spel i staden och dagen efter meddelade stadens borgmästare Jacek Majchrowski att Kraków därför kommer att ta tillbaka sin kandidatur.

#### Lviv,Ukraina
I februari 2013 uttalade sig landets president Viktor Yanukovych att det skulle vara till landets fördel om en ansökan genomfördes tillsammans med ett annat land då Ukraina fortfarande hade skulder från arrangerande av fotbolls-EM 2012. Landet valde dock att satsa på en egen ansökan och i juli 2013 efterfrågade Ukrainas premiärminister ansökningar från landets regioner. I slutet av oktober meddelade Ukrainsk press att Lvivs stadsfullmäktige hade röstat för en ansökan om olympiska vinterspelen 2022. I samband med tillkännagivandet sa landets olympiska kommittés ordförande att ansökan var en nationell prioritering och att hela landet skulle stödja ansökan. Den 5 november tillkännagav landets olympiska kommitté den officiella ansökan. Efter oroligheter i Ukraina under 2014 (Euromajdan, Krimkrisen och konflikten i östra Ukraina) meddelade Lviv i juni att ansökan dras tillbaka på grund av säkerhetsproblemen och den politiska krisen i landet och att de i stället skulle satsa mot spelen 2026.

#### Oslo,Norge
Inför världsmästerskapen i nordisk skidsport 2011 som hölls i Oslo sa Gerhard Heiberg, norsk medlem i IOK, att en norsk ansökan om ett vinter-OS 2022 eller 2026 skulle vara möjligt så länge det rörde sig om Oslo som huvudort. I oktober samma år uttalade sig även ordföranden i landets skidförbund positivt för en ansökan och att han hade samtliga förbund kring de olympiska sporterna bakom sig i viljan att ansöka om spelen 2022. I november ställde sig även Oslos stadsfullmäktige positiv till önskan om en ansökan och i juni 2012 röstades förslaget om en ansökan igenom. Godkännandet övergick i december till ett beslut om att hålla en folkomröstning i Oslo om ansökan. Folkomröstningen hölls i samband med valet till Folketinget den 9 september 2013 och ja-sidan vann med 53,5% av rösterna. Strax efter folkomröstningen höjdes det röster om att en ansökan borde stödjas i form av en nationell folkomröstning, då opinionsmätningar visade att stödet för ansökan var lågt sett i hela landet. De flesta idrotter planerades att hållas i och i närheten av Oslo, men kälksporterna planerades till Lillehammer och de alpina grenarna planerades till Kvitfjell eller Norefjell. Den första oktober 2014 meddelade regeringspartiet Höyre att de inte planerade att stödja finansieringen av ansökan och därmed stod hela regeringen emot spelen. Efter detta drog även Oslos kommun tillbaka sitt stöd och ansökan avbröts. Detta skedde efter hård mediakritik mot IOK:s 7000-sidiga kravlista som innehåller både dyra krav såsom stort utrymme för IOK på varje arena, som ska ha högkvalitativ mat (vilket kräver ombyggnad av alla arenor inkluderande fullständigt restaurangkök) och rena lyxkrav  så som gratis drinkar hela spelen, cocktailparty med kungen som värd, särskild personal för IOK 24 timmar om dygnet, gratis bil med chaufför och egna vägfiler bara för IOK. IOK kritiserade Oslos agerande och menade att politikerna var dåligt informerade om kraven och regelverken från IOK, bland annat att texten är önskemål, inte absoluta krav.

#### Stockholm,Sverige
Stockholm lyftes fram som kandidat för Sverige sommaren 2013 av SOK efter att under flera år fokuserat på en ansökan med Östersund. Den svenska regeringen stod trots bytet av stad fast vid sin ståndpunkt att inte erbjuda några ekonomiska garantier för en ansökan. SOK utsåg i slutet av juli Jöran Hägglund för att utreda möjligheterna att arrangera ett olympiskt spel i Stockholm 2022. Den 1 oktober presenterade Hägglund sin utredning där han kommit fram till att ett arrangemang var fullt möjligt med enbart åtta grenar utanför Stockholm, närmare bestämt alla alpina grenar, förutom slalom, vilka skulle hållas i Åre. Övriga grenar skulle kunna arrangeras till stor del på befintliga anläggningar i Stockholm. Där de största investeringarna skulle behöva läggas på en eventuell hall för hastighetsåkning på skridskor, backhoppningsbackar, anläggning för kälksporten samt höjning av Flottsbrobacken för att få till nödvändig fallhöjd för slalomtävlingarna. Den 11 november meddelade Sveriges Olympiska Kommitté att en ansökan skulle lämnas in till IOK.
I januari 2014 meddelade SOK att slalomen skulle hållas i Åre för att dra ner på kostnaderna som höjningen av Flottsbrobacken skulle medföra, samt att backhoppningen skulle flyttas till Tullinge. Den 17 januari 2014 meddelade Stockholms stadshus att de inte skulle ta upp frågan om en ansökan i fullmäktige vilket innebar ett stopp för ansökan. Detta innebar att SOK avbröt ansökan och lämnade inte in den slutgiltiga ansökan till IOK innan den 14 mars 2014.

## Val av officiella ansökningar
Som en effekt av flera avbrutna ansökningar valde IOK ut alla tre kvarvarande städer till officiella ansökningar. Valet baserades på studier av de ansökningar som städerna tidigare hade lämnat in. En arbetsgrupp betygsatte de olika städerna på elva olika områden vilket presenterades i en rapport som IOK därefter använde som grund till sitt val. Varje stad fick poäng från alla medlemmar i arbetsgruppen på varje område och de högsta samt lägsta poängen presenterades i rapporten.
| Högsta poäng i området. | Lägsta poäng i området. |

| Spelkoncept och arenor                      | 7,0 | 9,0 | 6,0 | 8,5 | 5,5 | 7,5 |
| Olympisk by                                 | 6,0 | 9,0 | 4,5 | 8,0 | 6,5 | 8,0 |
| Presscenter                                 | 6,0 | 9,0 | 5,5 | 8,0 | 7,0 | 8,5 |
| Erfarenhet från tidigare sportevenemang     | 9,0 | 10  | 4,5 | 7,0 | 6,5 | 8,0 |
| Miljöpåverkan                               | 8,5 | 9,5 | 5,0 | 6,0 | 5,0 | 7,0 |
| Boende                                      | 7,0 | 8,0 | 5,0 | 6,5 | 7,0 | 8,5 |
| Transport                                   | 7,5 | 8,5 | 6,0 | 8,0 | 5,0 | 7,5 |
| Dopningskontroll                            | 9,0 | 10  | 6,0 | 7,0 | 7,0 | 8,0 |
| Säkerhet                                    | 8,0 | 9,0 | 5,0 | 7,0 | 8,0 | 9,0 |
| Telekommunikation                           | 8,0 | 9,0 | 5,0 | 7,0 | 7,0 | 9,0 |
| Energi                                      | 8,5 | 9,5 | 4,0 | 6,0 | 6,0 | 8,5 |
| Lagliga aspekter och tull- och inreseregler | 7,0 | 9,0 | 6,0 | 8,0 | 7,0 | 9,0 |
| Statligt och folkligt stöd                  | 5,0 | 7,0 | 6,5 | 8,0 | 8,0 | 9,0 |
| Finans                                      | 6,5 | 8,5 | 5,0 | 6,5 | 7,5 | 9,0 |

## Potentiella ansökningar
Här listas länder och städer som på olika nivåer visade intresse att ansöka men inte gjorde det.
- Barcelona var länge Spaniens olympiska kommittés förslag till en eventuell ansökan.[51] Efter att Madrid hade förlorat i kampen om värdskapet för sommarspelen 2020 sa stadens borgmästare Xavier Trias att staden var redo och ville ansöka om spelen 2022.[52] Ungefär en månad senare meddelade borgmästaren att det inte skulle bli en ansökan utan att staden istället satsade mot spelen 2026.[53]

- Brașov planerades vara den centrala orten i den rumänska ansökan som planerades kring länet Prahova. Brașov arrangerade European Youth Olympic Festival 2013 och 2011 sa borgmästaren att om tävlingarna skulle gå bra var nästa steg en olympisk ansökan.[54]

- Finlands sport- och idrottsminister Stefan Wallin föreslog i samband med OS i Vancouver 2010 att Finland tillsammans med Sverige och Norge skulle diskutera möjligheter kring en gemensam ansökan.[55] Inga sådana diskussioner fördes och både Sverige och Norge visade intresse för egna ansökningar snarare än gemensamma.[56][57] Finland saknar tillräckligt höga fjäll för skidbackar som uppfyller kraven vid en ansökan.[58]

- München visade efter sin misslyckade ansökan om vinterspelen 2018 intresse att söka även om spelen 2022. Tysklands olympiska kommitté ställde sig i september 2013 bakom Münchens ansökan som till stor del ser likadan ut som den om 2018. München planerades hålla  i alla sporter på is, Garmisch-Partenkirchen och Ruhpolding sporterna på snö och Königssee kälksporterna.[59] Ansökan prövades den 10 november i en folkomröstning i områden berörda av ansökan och det krävdes att samtliga områden hade en majoritet för en ansökan. I samtliga fyra områden förlorade ja-sidan och ansökan blev därför inte av.[60]

- Nice uttryckte under OS 2012 en önskan om att få ansöka om olympiska vinterspelen 2022, detta efter att ha blivit bortvald som Frankrikes kandidat för olympiska vinterspelen 2018.[61] Frankrikes olympiska kommitté uttryckte lite respons för en ansökan och valde snarare att fokusera på en ansöka om olympiska sommarspelen 2024 med Paris.[62]

- Nya Zeeland visade redan 2007 intresse att ansöka om ett olympiskt vinterspel i framtiden.[63] Efter att FIFA föreslagit att förlägga fotbolls-VM under vintermånaderna 2022 höjdes röster på Nya Zeeland för att en ansökan vore lämplig då ett spel i Nya Zeeland skulle kunna hållas under sommarmånaderna, då det är vinter på Nya Zeeland. Barry Maister från Nya Zeelands olympiska kommitté avvisade en ansökan då det skulle krävas väldigt mycket nya anläggningar för att kunna möta kraven.[64][65]

- Quebec visade intresse att ansöka om spelen men stadens borgmästare Regis Labeaume meddelade i september 2011 att det inte skulle bli någon ansökan.[66] IOK:s dåvarande ordförande Jacques Rogge har uttalat sig positivt till en Kanadensisk ansökan för antingen 2024 eller 2026.[67] Dessvärre ser en ansökan från Quebec gällande ett vinter-OS då FIS har underkänt de skidbackarna som staden planerat att använda.[68]

- Sarajevo ska hålla i European Youth Festival 2017 och i samband med valet av Sarajevo som arrangör sa partiledaren för SBB BiH att staden planerade att ansöka om olympiska vinterspelen 2022.[69]

- Schweiz olympiska kommitté meddelade i början av 2011 att fem olika områden i Schweiz hade uttryckt intresse att få ansöka om olympiska vinterspelen: Genevé, Valais, Graubünden, Berne och centrala Schweiz. Kommittén beslutade då att välkomna önskemål om ansökningar från hela landet.[70] De centrala delarna av Schweiz beslutade sig senare för att inte ansöka.[71] Efter att ansökningar från landets områden kommit in utsågs en arbetsgrupp som fick i uppgift att välja ut den kandidaten med störst potential.[72] Arbetsgruppens val blev St Moritz tillsammans med Davos som fick stöd från den Schweiziska staten.[73] Området höll i början av januari en folkomröstning om man skulle gå vidare med en ansökan där nej-sidan vann  med 52,66%.[74][75]

- Sydtyrolen och Tyrolen övervägde en gemensam ansökan över den italienska och österrikiska landgränsen, trots att IOK inte accepterar delade ansökningar. Områdets gemensamma beslutsorgan avslog dock förslaget mars 2011. Innsbruck, i det österrikiska Tyrolen, arrangerade olympiska vinterspelen 1964 och 1976 samt olympiska vinterspelen för ungdomar 2012.[76]

- USA:s olympiska kommitté meddelade sommaren 2012 att landet skulle  fokusera på en ansökan antingen 2024 eller 2026 och därför inte ansöka om spelen 2022. Flera olika städer hade visat intresse att ansöka innan dess, däribland Bozeman, Denver, Reno och Salt Lake City.[77]

- Zaragoza visade önskemål om att få bli Spaniens kandidat för en ansökan om olympiska vinterspelen 2022. Delvis syftades önskemålet om att söka tillsammans med Jaca och Huesca.[78] Även Barcelona uttryckte vilja att få bli Spaniens ansökan.[79] Spaniens olympiska kommitté visade dock större intresse att söka med Barcelona.[51]

- Östersund visade stort intresse för att ansöka om olympiska vinterspelen 2022 men den svenska regeringen ville inte ge några garantier för ett olympiskt spel och avvisade därför en potentiell ansökan.[80] Sveriges olympiska kommitté meddelade under 2013 att man ville arbeta med en ansökan med Stockholm istället för Östersund.[42] Stockholm skulle innebära mindre kostnader eftersom det finns fler arenor och hotell sedan innan.